# Gallina Blanca
Gallina Blanca és una multinacional del sector alimentari d'origen català que té com a productes estrella l'Avecrem i la família de pastes El Pavo.
Fou fundada l'any 1937 per Lluís Carulla a Barcelona. Carulla i la seva esposa, Maria Font, iniciaren la producció en una fàbrica situada al passeig de Gràcia. En un principi es va anomenar Gallina d'Or i tenia un únic producte, molt revolucionari per l'època: les pastilles de brou concentrat Avecrem, fets amb carn de l'Argentina, llegums i verdures. El mateix any, l'empresa adoptà el nom de Gallina Blanca i de bon principi ja es destacà per un concepte innovador de la publicitat, com el concert del tenor Emili Vendrell, patrocinat per Gallina Blanca i radiat conjuntament per Ràdio Barcelona i Ràdio Associació de Catalunya el 5 de desembre de 1937.
Passada la guerra civil, Gallina Blanca inicià un procés d'expansió i diversificació de productes, entre els quals hi ha les populars sopes deshidratades. El 1953, Gallina Blanca començà a comercialitzar els daus de brou amb una marca que faria fortuna: Avecrem.
El 1979 l'empresa es va obrir al mercat exterior, en més de 70 països dels quatre continents.